# Nu au Fauteuil Noir
Nu au Fauteuil Noir (übersetzt etwa: Akt im Schwarzen Sessel) ist ein Gemälde von Pablo Picasso. Er erstellte es am 9. März 1932, als er in Boisgeloup nahe Paris wohnte. Es ist das erste und größte einer Reihe von Bildern mit dem Modell Marie-Thérèse Walter, welches eine Zeitlang seine Mätresse war. Das Bild ist in Öl auf Leinwand ausgeführt und befindet sich heute in Privatbesitz. Les Wexner kaufte es bei einer Auktion bei Christie’s im Jahr 1999, für einen Preis von 45,1 Millionen Dollar.

## Hintergrund
Picasso lernte Walter im Jahr 1927 kennen. Er war damals mit der russischen Balletttänzerin Olga Khokhlova verheiratet. Ihre erste Begegnung war vor der Galeries Lafayette in Paris, als Picasso Walter fragte, ob er ihr Porträt malen dürfe. Picasso war damals 45 Jahre alt. Diese Frage hinterließ bei Walter, welche erst 17 war, großen Eindruck. John Richardson, Picassos Biograph, erzählte die Begebenheit 2011 wie folgt: „An diesem Tag war sie in den Galeries Lafayette, um einen col Claudine – einen Peter Pan Schal und passende Stuzen dazu zu kaufen. 'Sie haben ein interessantes Gesicht'  sagte Picasso zu Ihr. 'Ich würde gerne ein Portrait von Ihnen malen. Ich heisse Picasso'. Der Name sagte Marie-Therèse nichts, aber die Idee, dass ein Künstler sie schön fand, begeisterte sie.“ Das war der Beginn einer langen Beziehung, welche bis 1958 geheim blieb.

## Beschreibung
Das Gemälde zeigt eine nackte Frau, welche sich in einem schwarzen Sessel zurücklehnt. Im Hintergrund scheint die Sonne durch ein Fenster. Dieses wird von einer Pflanze teilweise verdeckt. Das Bild bringt die Liebe des Künstlers zum Modell zum Ausdruck. Dies wird durch fließende Linien und die Ausgewogenheit der Farben dargestellt. Das Bild zeigt Marie-Therèse Walter, im Alter von 22 Jahren, welche während der letzten fünf Jahre Picassos Mätresse war.
Der Kunstkritiker Richard Lacayo hob den Einfluss von Henri Matisse auf dieses Bild hervor. Er kommentierte, Picasso habe sich die üppigen Kurven von Matisse als Zeichen des Vergnügens geliehen, und er habe Schwarz zur Intensivierung von Rosa eingesetzt.

## Bedeutung und Vermächtnis
Achim Borchardt, welcher Ausstellungen moderner Kunst leitet, hob hervor, dass Picassos Beziehung zu seiner Frau und seiner Mätresse einen direkten Einfluss auf sein Kunstschaffen hatte. Er meinte, man könne sich nicht über Picasso unterhalten, ohne von seiner Frau und seiner Geliebten zu sprechen.
Picassos Porträts von Walter aus dem Jahre 1932 wurden als „undisputables Highlight“ seines „Jahres der Wunder“ beschrieben.

## Akzeptanz
William Rubin, ehemaliger Kurator des Museum of Modern Art, meinte, es sei ein „flauschiges Sexspielzeug“. Andere Kritiker beschrieben das Thema der „Fruchtbarkeit, welches sowohl die Frau als auch die Pflanze ausstrahlten.“

## Auktion
Das Gemälde wurde am 9. November 1999 von Les Wexner, dem Gründer der Limited Brands und dem Patron des Wexner Center for the Arts in Columbus, Ohio, bei einer Auktion in New York, um 45,1 Millionen Dollar erworben.